# East Garton
 (septembre 2023).
Pour les articles homonymes, voir Garton.
East Garton est une paroisse civile du Yorkshire de l'Est, en Angleterre.
Il est formé du village de Garton et ds hameaux de  Fitling et de Grimston.